# Rufus Thomas
Rufus Thomas, född 26 mars 1917 i Cayce i Marshall County, Mississippi, död 15 december 2001 i Memphis, Tennessee, var en amerikansk sångare och komiker. Han var far till Carla Thomas och Vaneese Thomas, båda sångare, och keyboardisten Marvell Thomas (1941–2017). Några kända låtar av Rufus Thomas är "Walking the Dog", "(Do The) Push and Pull", "Do the Funky Chicken" och "The Breakdown".

## Diskografi

### Album
- 1963 – Walking The Dog (Stax704)
- 1969 – May I Have Your Ticket Please (outgivet) (Stax STS-2022)
- 1970 – Do The Funky Chicken (Stax STS-2028)
- 1970 – Doing The Push And Pull At PJ's (Stax STS-2039)
- 1972 – Did You Heard Me? (Stax STS-3004)
- 1973 – Crown Prince of Dance (Stax STS-30048)
- 1977 – If There Were No More Music (AVI 6015)
- 1978 – I Ain't Gettin' Older, I'm Gettin' Better (AVI 6046)
- 1988 – That Woman Is Poison! (Alligator AL 4769)
- 1996 – Blues Thang! (Sequel/Castle SEQ 1054)
- 1996 – The Best of Rufus Thomas: Do the Funky Somethin' (Rhino R2 72410)
- 1997 – Rufus Live! (Ecko ECD 1013)
- 2000 – Swing Out with Rufus Thomas (High Stacks HS 9982)

### Singlar
- 1950 – "I'll Be a Good Boy" / "I'm So Worried" (Star Talent 807)
- 1950 – "Gonna Bring My Baby Back" / "Beer Bottle Boogie" (som Mr. Swing with Bobby Plater's Orchestra) (Bullet 327)
- 1951 – "Night Walkin' Blues" / "Why Did You Dee Gee" (Chess 1466)
- 1952 – "No More Doggin' Around" / "Crazy 'Bout You, Baby" (Chess 1492)
- 1952 – "Juanita" / "Decorate the Counter" (Chess 1517)
- 1953 – "Bear Cat" / "Walking in the Rain" (Sun 181)
- 1953 – "Tiger Man (King of the Jungle)" / "Save Your Money" (Sun 188)
- 1956 – "I'm Steady Holdin' On" / "The Easy Livin' Plan" (Meteor 5039)
- 1960 – "Cause I Love You" / "Deep Down Inside" (som Carla and Rufus) (Satellite 102; Atco 6177)
- 1961 – "I Didn't Believe" / "Yeah, Yea-Ah" (som Rufus and Friend) (Atco 6199)
- 1962 – "Can't Ever Let You Go" / "It’s Aw’right" (Stax126)
- 1963 – "The Dog" / "Did You Ever Love A Woman" (Stax130)
- 1963 – "Walking The Dog" / "Fine And Mellow" (tidiga kopior) (Stax140)
- 1963 – "Walking The Dog" / "You Said" (Stax140)
- 1964 – "Can Your Monkey Do The Dog" / "I Wanna Get Married" (Stax144)
- 1964 – "Somebody Stole My Dog" / "I Want To Be Loved" (Stax149)
- 1964 – "That's Really Some Good" / "Night Time Is the Right Time" (som Carla and Rufus) (Stax 151)
- 1964 – "Jump Back" / "All Night Worker" (Stax157)
- 1965 – "Little Sally Walker" / "Baby Walk" (Stax167)
- 1965 – "Willy Nilly" / "Sho’gonna Mess Him Up" (Stax173)
- 1965 – "Chicken Scratch" / "The World Is Round" (Stax178)
- 1966 – "Birds and Bees" / "Never Let You Go" (som Rufus and Carla) (Stax 184)
- 1967 – "Sister’s Got A Boyfriend" / "Talking ‘Bout True Love" (Stax200)
- 1967 – "Sophisticated Sissy" / "Greasy Spoon" (Stax221)
- 1968 – "Down Ta’ My House / "Steady Holding On" (Stax240)
- 1968 – "The Memphis Train" / "I Think I Made A Boo Boo" (Stax250)
- 1968 – "Funky Mississippi" / "Hard To Get Along With" (Stax0010)
- 1969 – "Funky Way" / "I Want To Hold You" (Stax0022)
- 1969 – "Do The Funky Chicken" / "Turn Your Damper Down" (Stax0059)
- 1970 – "Sixty Minute Man" / "The Preacher And The Bear" (Stax0071)
- 1970 – "(Do The) Push And Pull Part 1" / "Part 2" (Stax0079)
- 1971 – "The World Is Round" / "I Love You For Sentimental Reasons" (Stax0090)
- 1971 – "The Breakdown Part 1" / "Part 2" (Stax0098)
- 1971 – "Do The Funky Penguin Part 1" / "Part 2" (Stax0112)
- 1972 – "6-3-8 (That’s The Number To Play)" / "Love Trap" (Stax0129)
- 1972 – "Itch And Scratch Part 1" / "Part 2" (Stax0140)
- 1973 – "Funky Robot Part 1" / "Part 2" (Stax0153)
- 1973 – "I Know You Don’t Want Me No More" / "I’m Still In Love With You" (Stax0177)
- 1973 – "That Makes Christmas Day" / "I'll Be Your Santa Baby" (Stax0187)
- 1973 – "The Funky Bird" / "Steal A Little" (Stax0192)
- 1974 – "Boogie Ain’t Nuttin’ (But Gettin' Down) (Part 1)" / "Part 2" (Stax0219)
- 1975 – "Do The Double Bump (Part 1)" / "Part 2" (Stax0236)
- 1975 – "Jump Back '75 (Part 1)" / "Part 2" (Stax0254)
- 1976 – "If There Were No Music" / "Blues in the Basement"	(Artists of America 126)
- 1977 – "Who's Making Love to Your Old Lady" / "Hot Grits" (AVI 149)
- 1977 – "I Ain't Gittin' Older, I'm Gittin' Better (Part 1)" / "Part 2" (AVI 178)
- 1978 – "Fried Chicken" / "I Ain't Got Time" (Hi 78520)
- 1981 – "Everybody Cried (The Day Disco Died)" / "I'd Love to Love You Again" (XL 151)
- 1984 – "Rappin' Rufus" / "Rappin' Rufus (Instrumental Mix)" (Ichiban 85-103)
- 1998 – "Hey Rufus!" / "Body Fine" (The Bar-Kays) (High Stacks HS9801-7)